# Єпархія Сібістра
Єпархія Сібістра (лат. Dioecesis Cybistrensis) — закрита кафедра Константинопольського патріархату та титулярна кафедра католицької церкви.

## Історія
Егаклея Сібістра, що відповідає місту Ереглі в сучасній Туреччині, є стародавнім єпископським престолом римської провінції Каппадокія II в цивільній єпархії Понт. Вона входила до Константинопольського патріархату і була суфраганкню Тіанської архієпархії.
Задокументованих єпископів цієї стародавньої візантійської єпархії небагато. Тимофій брав участь у Нікейському соборі 325 року, тоді як Цірон був присутній на Халкедонському (451) і підписав лист єпископів Каппадокії до імператора Лева (458) після вбивства Александрійського патріарха Протерія. Засвідчено, що анонімний єпископ у 955 році відсторонив священика, винного в поганому звершенні Євхаристії. Ще один анонімний єпископ засвідчений патріаршим синодом, що відбувся 26 квітня 1066 року. Можливо, це Григорій, підпис якого знаходиться в нижній частині синодальних постанов від 9 листопада 1071 р. і 14 березня 1072 р. Інші єпископи, зафіксовані в ХІІ столітті, також брали участь у патріарших синодах.
Notitiae Episcopatuum повідомляє, що в другій половині ХІ століття, за часів імператора Костянтина X Дуки, Сібістра, відома з цього моменту в церковних джерелах лише під ім’ям Гераклеї, стала автокефальною архієпископією; у XIII столітті її називали митрополією; нарешті, кафедра більше не з'являється в Notitiae наприкінці XV століття, що свідчить про те, що на той час єпархія була закрита.
З XVIII століття Сібістра входить до числа титульних єпископських престолів Католицької Церкви; місце було вакантним з 3 лютого 1965 року.

## Хронотаксис

### Грецькі єпископи
- Тимофій † (згадується 325 р.)
- Ціро † (до 451 - після 458)
- Анонім † (згадується 955)
- Анонім † (згадується 1066 р.)
- Григорій † (до 1071 - після 1072)
- Анонім † (згадка 1156 р.)
- Акакій † (згадка 1157 р.)
- Іоан I † (до 1170 - після 1177)
- Іоан II † (згадується 1192 р.)

### Титулярні єпископи
- Бонавентура Беніч, OFM † (12 липня 1766 р . - ?)
- Александр Патерсон † (помер 14 травня 1816 — 30 жовтня 1831)
- Жак-Антуан-Клод-Марі Будіне † (11 березня 1856 - 16 червня 1856 затверджений єпископ Ам'єна)
- Філіп Франсуа Зефірен Гіймен, M.E.P. † (8 серпня 1856 - 5 квітня 1886 помер)
- Мартін Поелл, OFM † (помер 20 червня 1890 — 2 січня 1891)
- Йоганнес Баптист Качталер † (4 червня 1891 — 17 грудня 1900 затверджений архієпископ Зальцбурга)
- Едуард Герман † (30 серпня 1901 - 3 березня 1916 помер)
- Поль Негре † (7 грудня 1916 - 7 лютого 1940 помер)
- Нікасіо Баліса і Мелеро, O.A.R. † (14 січня 1941 - 3 лютого 1965 помер)

## Зовнішні посилання
- (англ.) La sede titolare nel sito di www.catholic-hierarchy.org
- (англ.) La sede titolare nel sito di www.gcatholic.org